# Виньерон, Пьер Рош
Пьер Рош Виньерон (фр. Pierre-Roch Vigneron; 16 августа 1789, Вонон, ныне департамент Об — 12 октября 1872, Париж) — французский художник и гравёр.

## Биография
Ученик Клода Готро и Антуана Жана Гро. Выставлялся с 1812 г. с историческими и жанровыми полотнами. В 1820-30-е гг. много работал в портретном жанре, оставив, в частности, известное изображение Фридерика Шопена (1833) и портреты ряда других популярных во Франции музыкантов. Занимался также литографией и скульптурой.
Наибольшую известность получили два полотна Виньерона. Картина «Похороны бедняка» (фр. Convoi du pauvre; выставлялась в Салоне 1819 года) изображает въезжающий на территорию кладбища катафалк, за которым следует лишь собака. На долгие годы она стала во французской литературе символом неискренней буржуазной сентиментальности: так, Бальзак в романе «Чиновники» (1838) замечал, что эта картина «должна утешать низшие сословия, уверяя их в том, что у них есть друзья более преданные, чем люди, и они способны сохранить свои чувства и за гробом», а в очерке «Рантье» из коллективного сборника «Французы в их собственном изображения» (1841) отмечал, что парижским рантье в живописи нравится Виньерон, автор «Похорон бедняков», а в поэзии — Беранже; Теодор де Банвиль в стихотворении «Старинный Пьеро» (1857) противопоставлял картину Виньерона романтически-смелой живописи Коро и Делакруа; Эмиль Золя в очерке о Парижском салоне 1868 года саркастически замечал: «„Похороны бедняка“ и прочие более или менее погребальные пустяки разошлись в тысячах копий». Распространена также легенда о том, что на картине изображено погребение Вольфганга Амадея Моцарта.
Другая известная картина Виньерона, «Расстрел» (фр. Exécution militaire; выставлялась в Салоне 1824 года), изображает солдата за мгновение до расстрела, отгоняющего свою собаку, чтобы она не попала под выстрелы. В своём обзоре Салона заметное внимание уделил ей Стендаль, вскользь упрекнувший художника в недостаточном владении светотенью и колористикой, а по сюжету картины заметивший, что «искусству не следует изображать неизбежность человеческих несчастий: оно может сделать их лишь горше, а это незавидное достижение; картина господина Виньерона — драма в духе „Сороки-воровки“, и это в самый раз для низких душ и для немцев; истинная трагедия — например, „Вильгельм Телль“ Шиллера — призвана волновать более просвещённые слои общества». Полотно вызвало резонанс и за пределами Франции: лорд Гоуэр написал по его мотивам прочувствованное стихотворение «Стансы» (1829).